# Hazar Sumuch (huyện)
Hazar Sumuch là một huyện thuộc tỉnh Takhar, Afghanistan. Dân số thời điểm năm 1999 là -13,6 người.